# 中華人民共和国建設部
中華人民共和国建設部（ちゅうかじんみんきょうわこくけんせつぶ）は、1988年3月から2008年3月まで存在した、中華人民共和国の国家行政機関。建築・建設の行政管理を担当する。最高国家行政機関である国務院の構成部門の一つ。日本の旧建設省（現在の国土交通省）に相当する。
1988年3月28日に設置されたが、2008年3月の第11期全国人民代表大会第1回会議で住宅都市農村建設部に改組された。

## 歴代部長
- 林漢雄
- 侯捷
- 兪正声
- 汪光燾